# Adventure Game Interpreter
AGI (Adventure Game Interpreter) – interpreter wykorzystywany w latach osiemdziesiątych przez Sierra On-Line do tworzenia gier przygodowych.
AGI zostało stworzone w 1983 dla potrzeby gry King Quest. Interpreter obsługiwał 16-kolorową grafikę w rozdzielczości 160x200. Wszystkie komendy były wprowadzane przez użytkownika za pomocą klawiatury. W 1990 Sierra porzuciła AGI i zaczęła używać nowego systemu (Sierra’s Creative Interpreter).

## Gry wykorzystujące AGI
- King’s Quest: Quest for the Crown (1984)
- King’s Quest II: Romancing the Throne (1985)
- The Black Cauldron (1986)
- Donald Duck’s Playground (1986)
- King’s Quest III: To Heir Is Human (1986)
- Space Quest I: The Sarien Encounter (1986)
- Leisure Suit Larry in the Land of the Lounge Lizards (1987)
- Mixed-Up Mother Goose (1987)
- Police Quest I: In Pursuit of the Death Angel (1987)
- Space Quest II: Vohaul's Revenge (1987)
- Gold Rush! (1988)
- Manhunter: New York (1988)
- King’s Quest IV: The Perils of Rosella (1988) *
- Manhunter 2: San Francisco (1989)

*King’s Quest IV opublikowany został w dwóch wersjach AGI i SCI